# Smithville-Sanders
Pour les articles homonymes, voir Smithville et Sanders.
Smithville-Sanders est une census-designated place située dans le comté de Monroe, dans l’État de l'Indiana, aux États-Unis. Lors du recensement de 2020, elle compte 3 323 habitants.